# Traian (gmina Săbăoani)
Traian – wieś w Rumunii, w okręgu Neamț, w gminie Săbăoani. W 2011 roku liczyła 1179 mieszkańców.